# Wilhelm Treusch von Buttlar-Brandenfels
Karl August Wilhelm Freiherr Treusch von Buttlar-Brandenfels (* 9. Dezember 1813/1814 in Lengröden; † 4. März 1889 in Dresden) war ein preußischer Generalmajor.

## Leben

### Herkunft und Familie
Wilhelm war Angehöriger des Sachsen-Weimarschen Stammes Treusch von Buttlar-Brandenfels des Adelsgeschlechts von Buttlar. Seine Eltern waren der hessische Oberst sowie Erbherr auf Lengröden und Markershausen, Karl Treusch von Buttlar-Brandenfels (1782–1842) und Eleonore, geborene von Benning (1780–1830). Sein älterer Bruder war der preußische Generalleutnant Ludwig Treusch von Buttlar-Brandenfels (1804–1872).
Er vermählte sich am 17. August 1848 in Schönfeld bei Greiz mit Marie von Kommerstädt (1823–1893). Aus der Ehe sind die nachstehenden drei Söhne, die sämtlich als Offiziere in der preußischen Armee dienten, und eine Tochter hervorgegangen.
- Maximilian (1853–1936)

⚭ 1881 Margarete Freiin von Meerheimb (1859–1920), gesch. 1889
⚭ 1895 Else Kaulhausen (1871–1930)
- Oswald (1855–1916) ⚭ 1890 Hedda von Lücken (1864–1911)
- Albrecht (* 1857) ⚭ 1890 Elisabeth von Cerrini di Monte Varchi (1863–1932)
- Gertrud (* 1862), Stiftsdame in Gotha

### Werdegang
Wilhelm erhielt Hausunterricht, bevor er das Pagenhaus in Weimar besuchte und 1830 Regimentskadett im 1. Infanterie-(Leibgarde)-Regiment der Großherzoglich Hessischen Armee wurde. 1833 schied er aus, diente 1835 als Unterleutnant im Sachsen-Coburg-Gothaischen Kontingent und avancierte 1844 zum Oberleutnant. Er war 1848 zum Forstschutz nach Kleinschmalkalden und Reinhardsbrunn und während der Deutschen Revolution mit einem mobilen Detachement ins Vogtland zur „Aufrechterhaltung der Ordnung“ kommandiert. Nach seiner Beförderung zum Hauptmann nahm er im Dänischen Feldzug am Gefecht bei Eckernförde teil. Er wurde mit dem Sachsen-Ernestinischer Hausorden mit Schwertern ausgezeichnet und stieg 1860 zum Major auf.
Seit September 1861 diente er in der preußischen Armee, zunächst à la suite mit seinem Patent beim Grenadier-Regiment Nr. 7 und mit diesem nach Gotha kommandiert. 1862 wurde er Kommandeur des II. Bataillons im Infanterie-Regiment Nr. 67. Er erhielt 1864 den Roten Adlerorden IV. Klasse und wurde im selben Jahr Kommandeur des Füsilierbataillons. 1865 stieg er zum Oberstleutnant auf und nahm 1866 im Deutschen Krieg an den Gefechten bei Kratzau, Münchengrätz und Preßburg, sowie der Schlacht bei Königgrätz teil. Noch 1866 erhielt er den Kronen-Orden mit Schwertern. Er avancierte 1867 zum Oberst und wurde Kommandeur des Infanterie-Regiments Nr. 64. Im Deutsch-Französischen Krieg zeichnete er sich in der Schlacht bei Vionville aus und erhielt das Eiserne Kreuz II. Klasse. Weitere Stationen waren die Schlachten bei Gravelotte und Orléans, die Einschließung von Metz, sowie die Gefechte bei Nancray und Azay. Unter Stellung à la suite des Infanterie-Regiments Nr. 64 wurde er 1871 Kommandant von Straßburg und erhielt 1872 den Charakter als Generalmajor. Noch im selben Jahr wurde er unter Verleihung des Patens seines Dienstgrades zu den Offizieren von der Armee mit der Stellung als stellvertretender Kommandeur der 38. Infanterie-Brigade nach Hannover versetzt. Nach der Verleihung des Roten Adlerordens III. Klasse mit Schleife im Januar 1873 wurde er im Sommer selben Jahres von seiner Stellung entbunden und mit Pension zur Disposition gestellt.